# Angelo Mercuur
Angelo Mercuur (ur. 23 maja 1986) – surinamski lekkoatleta specjalizujący się w rzucie oszczepem.
W 2005 odpadł w eliminacjach na 100 i 200 metrów podczas mistrzostw Ameryki Południowej juniorów.
W 2011 reprezentował Surinam (w rzucie oszczepem, sztafecie 4 × 100 metrów i skoku w dal) na światowych wojskowych igrzyskach sportowych w Rio de Janeiro. 
Rekord życiowy: 51,05 (14 czerwca 2009, Kajenna) – rezultat ten jest aktualnym rekordem Surinamu.